# Вотрен, Жан
Жан Вотре́н (фр. Jean Vautrin), настоящее имя Жан Эрма́н (фр. Jean Herman; 17 мая 1933, Паньи-сюр-Мозель, департамент Мёрт и Мозель, Франция — 16 июня 2015, Градиньян, департамент Жиронда, Франция) — французский писатель, киносценарист, режиссёр. Лауреат многочисленных литературных и кинопремий.

## Биография
Родился в Лотарингии на северо-востоке Франции, внук шахтёра. Окончив лицей, в 1952 году успешно поступил в Высший институт кинематографии в Париже, по окончании которого отправился преподавать французскую литературу в Бомбейский университет в Индии. Находясь в Индии, готовит французскую версию фильма «Песнь дороги» Сатьяджита Рая, пишет статьи для кинематографических журналов, его карикатуры в журнале «Illustrated Weekly». Там снимает свои первые две короткометражки в качестве режиссёра. В 1956—1958 годах работает с Роберто Росселлини над его многосерийным фильмом об Индии.
Вернувшись во Францию, работает ассистентом на телевидении над несколькими американскими фильмами: над «Четырьмя всадниками Апокалипсиса» Винсента Миннелли, затем над «Самым длинным днём» (оба — 1962). Затем снимает несколько самостоятельных работ, таких как «Праздная жизнь» и «Прощай, друг» с Аленом Делоном (1967) и «Джефф» (1968).
В 1970-х годах прекращает работу режиссёра и пишет сценарии для кинофильмов. Работает с такими режиссёрами, как Жорж Лотнер, Ив Буассе, Жак Дере, Жиль Беа
Фильм «Под предварительным следствием» получает самую престижную французскую кинопремию «Сезар» за лучший сценарий (делит эту премию с Мишелем Одиаром и Клодом Миллером.
Одновременно с работой в кинематографе с 1970-х годов пишет и публикует под псевдонимом Жан Вотрен «народную» прозу: романы, рассказы, эссе. И здесь тоже добивается успеха: через 2 года после кинематографического «Сезара» его роман «Лоскуты» удостаивается престижной премии «Два маго», ещё через 2 года Вотрен получает «малую» Гонкуровскую премию за рассказ, наконец, в 1989 — главную французскую литературную Гонкуровскую премию за роман «Большой шаг навстречу доброму Богу» — сага об американской Луизиане начала XX века.
В своём творчестве (как кинематографическом, так и литературном) Жан Вотрен, он же Жан Эрман, был чрезвычайно многогранен: он мог снимать фильмы как о девушках из «народных кварталов», так и об американских наёмных убийцах, писать книги о солдатах Первой мировой войны (серия «Четыре французских солдата») или создавать вместе с художником Деном Франком 9-томный комикс о приключениях фоторепортёра Боро (прототипом которого был, вероятно, Роберт Капа) или книгу «Крик народа» о парижских коммунарах. Многие фильмы, снятые по сценариям Жана Вотрена, выходили в советский и российский прокат, однако его литературные произведения никогда официально не издавались на русском языке.
Жан Вотрен придерживался левых политических взглядов, сотрудничал с Французской коммунистической партией и её печатным органом «Юманите», на президентских выборах 2012 года был доверенным лицом кандидата левого кандидата Жана-Люка Меланшона.

## Фильмография
| Год  |     | Русское название                        | Оригинальное название                                    | Примечание                         |
| ---- | --- | --------------------------------------- | -------------------------------------------------------- | ---------------------------------- |
| 1957 | ф   | Индия глазами Росселини                 | L'India vista da Rossellini                              | ассистент режиссёра                |
| 1958 | ф   | Париж принадлежит нам                   | Paris nous appartient                                    | ассистент режиссёра                |
| 1958 | кор |                                         | Voyage en Boscavie                                       | режиссёр совместно с Клодом Шублие |
| 1960 | кор |                                         | Actua-Tilt                                               | режиссёр                           |
| 1962 | ф   | Четыре всадника Апокалипсиса            | Four Horsemen of The Apocalypse                          | ассистент режиссёра                |
| 1962 | ф   | Самый длинный день                      | The Longest Day                                          | ассистент режиссёра                |
| 1963 | кор |                                         | La Quille                                                | режиссёр                           |
| 1963 | ф   |                                         | Les Guerriers                                            | режиссёр                           |
| 1963 | кор |                                         | Twist Parade                                             | режиссёр                           |
| 1963 | док |                                         | Le Chemin de la mauvaise route                           | режиссёр                           |
| 1967 | ф   | Праздная жизнь                          | Le Dimanche de la vie                                    | режиссёр                           |
| 1968 | ф   | Прощай, друг                            | Adieu l'ami                                              | режиссёр                           |
| 1969 | ф   | Джефф                                   | Jeff                                                     | режиссёр                           |
| 1971 | ф   | Попси Поп                               | Popsy Pop                                                | режиссёр                           |
| 1971 | ф   |                                         | Une Belle garce et le truand                             | автор сценария                     |
| 1972 | ф   | Яйцо                                    | L'Œuf                                                    | режиссёр                           |
| 1975 | с   | Великие детективы. Свидание во мгле     | Les Grands Détectives : Un rendez-vous dans les ténèbres | режиссёр                           |
| 1975 | с   | Великие детективы. Господин Лекок       | Les Grands Détectives : Monsieur Lecoq                   | режиссёр                           |
| 1976 | ф   | Суперплут                               | Le Grand Escogriffe                                      | автор сценария                     |
| 1979 | ф   | Кто есть кто                            | Flic ou Voyou                                            | автор сценария                     |
| 1980 | ф   | Игра в четыре руки                      | Le Guignolo                                              | автор сценария                     |
| 1980 | ф   | Обман                                   | L'Entourloupe                                            | автор сценария                     |
| 1981 | ф   | Под предварительным следствием          | Garde à vue                                              | автор сценария                     |
| 1983 | ф   | Вне закона                              | Le Marginal                                              | автор сценария                     |
| 1984 | ф   | Улица варваров                          | Rue barbare                                              | автор сценария                     |
| 1984 | ф   | Облава                                  | Canicule                                                 | автор сценария                     |
| 1985 | ф   | Неотложная помощь                       | Urgence                                                  | автор сценария                     |
| 1986 | ф   | Голубой цвет ада                        | Bleu comme l'enfer                                       | автор сценария                     |
| 1987 | ф   | Шарли Динго                             | Charlie Dingo                                            | автор сценария                     |
| 2007 | ф   | Безумные мудрецы и разумные сумасшедшие | Les Lip - L'imagination au pouvoir                       | автор сценария                     |
| 2011 | тф  | Лето губ                                | L'Été des Lip                                            | автор сценария                     |

Источник: AlloCiné. Русские названия по сайту kinopoisk.ru

### СерияQuatre Soldats français
- 2004 : Adieu la vie, adieu l’amour (tome 1)
- 2004 : La Femme au gant rouge (tome 2)
- 2009 : La grande zigouille (tome 3)
- 2012 : Les années Faribole (tome 4)

### Прочие романы
- 1973 : À bulletins rouges
- 1974 : Billy-Ze-Kick, адаптировано для кино Жераром Мордия в1985 году
- 1977 : Mister Love
- 1977 : Typhon gazoline
- 1978 : Le Mensonge — Chronique des années de crise
- 1979 : Bloody Mary

Bloody Mary, адапторовано для комиксов Жаном Тейе в 2983 году
- 1980 : Groom : crime-journal d’un enfant du siècle
- 1982 : Canicule

адаптировано для кино Ивом Буассе в 1984
адаптировано для коимиксов Барю)
- 1986 : La Vie Ripolin
- 1989 : Un grand pas vers le bon Dieu
- 1994 : Symphonie Grabuge
- 1997 : Le Roi des ordures
- 1987 : Un monsieur bien mis
- 1998 : Le Cri du peuple,

адаптировано для комиксов Жаком Тарди в 2001
- 2001 : L’homme qui assassinait sa vie
- 2002 : Le Journal de Louise B.
- 2007 : En attendant l’eau chaude: комикс
- 2014 : Gipsy blues

### Рассказы
- 1983 : Patchwork : enfants-crimes et désespoirs
- 1985 : Baby-boom
- 1989 : Dix-huit tentatives pour devenir un saint
- 1992 : Courage chacun
- 2005 : Si on s’aimait ?
- 2009 : Maîtresse Kristal et autres bris de guerre

### В соавторстве
- 1985 : Crime-Club, текст Жана Вотрена, фото Жерара Рондо
- Les Aventures de Boro, reporter photographe в соавторстве с Деном Франком

1987 : La Dame de Berlin
1990 : Le Temps des cerises
1994 : Les Noces de Guernica
1996 : Mademoiselle Chat
2000 : Boro s’en va-t-en guerre
2005 : Cher Boro
2007 : La Fête à Boro
2009 : La Dame de Jérusalem
- 1996 : Jamais comme avant, текст: Жан Вотрен, фото: Робер Дуазо
- 2003 : Sabine Weiss, текст: Жан Вотрен, фото: Сабрин Вайсс]
- 2004 : New York, 100ème rue Est, текст: Жан Вотрен, иллюстрации: Барю
- 2013 : Le Pogo aux yeux rouges, в соавторстве с Эжени Лавенан
- 2015 : Baby boom, в соавторстве с Эжени Лавенан

На русском языке произведения Жана Вотрена не издавались.

## Награды
| Год  | Название                             | Награда                               | Категория                                       | Результат |        |
| ---- | ------------------------------------ | ------------------------------------- | ----------------------------------------------- | --------- | ------ |
| 1982 | «Под предварительным следствием»     | Сезар                                 | Лучший оригинальный или адаптированный сценарий | Победа    | [ 5 ]  |
| 1984 | «Лоскуты»                            | Премия Двух маго                      | Премия Двух маго                                | Победа    | [ 9 ]  |
| 1986 | «Беби-бум»                           | Гонкуровская премия                   | Лучший рассказ                                  | Победа    | [ 10 ] |
| 1989 | «Большой шаг навстречу доброму Богу» | Гонкуровская премия                   | Лучший роман                                    | Победа    | [ 6 ]  |
| 1994 | «Симфония разборки»                  | Премия Эжена Даби за популярный роман | Премия Эжена Даби за популярный роман           | Победа    | [ 11 ] |
| 1999 | —                                    | Премия Луи Жийу                       | За совокупность вклада                          | Победа    | [ 12 ] |